# All People’s Congress (Sierra Leone)

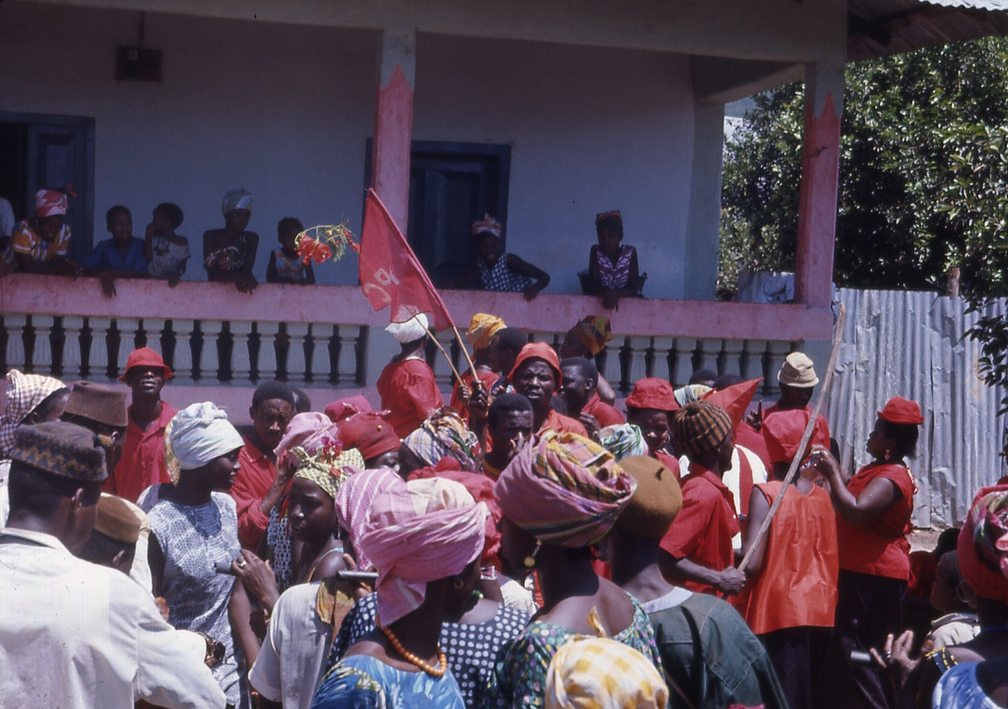
Demonstration des All People’s Congress (1968)

Der All People’s Congress (APC) ist eine sozialliberale politische Partei in Sierra Leone. Die Partei ist im Parlament mit den meisten Sitzen vertreten. Das Motto der Partei lautet A new Direction for a better and brighter Sierra Leone (deutsch Eine neue Richtung für ein besseres und schöneres Sierra Leone).

## Geschichte
Von 1968 bis 1992 war sie Regierungspartei, von 1978 unter einem Ein-Parteien-System die einzige zugelassene Partei. Zu den bekanntesten Vorsitzenden gehören die ehemaligen Präsidenten Siaka Stevens und Joseph Saidu Momoh. Momoh wurde 1992 durch eine Militärrevolte des Amtes enthoben.
Bei den ersten Wahlen nach dem Bürgerkrieg in Sierra Leone errang der APC am 14. Mai 2002 19,8 % der Stimmen und 22 der 112 wählbaren Parlamentssitze. Der Vorsitzende und Präsidentschaftskandidat Ernest Bai Koroma gewann 22,3 % der Stimmen.
Nach jahrelangen internen Streitigkeiten hat sich Koroma durchgesetzt und wurde im April 2007 zum Präsidentschaftskandidaten für die anstehenden Wahlen ernannt. Im August gewann der APC überrascht deutlich die Parlamentswahlen und konnte 59 der 112 Sitze gewinnen. Ernest Bai Koroma erhielt 44,3 % der Stimmen und damit klar mehr als der Favorit und Vizepräsident Solomon Berewa. Die Stichwahl zum Präsidenten fand am 8. September 2007 statt. Koroma gewann 60 % der Stimmen, Berewa 40 %.

## Wahlergebnisse
Regierungspartei bzw. Präsidentschaft in fett.

### Parlament
| Parlamentswahl | Stimmenanteile | Sitze   |
| -------------- | -------------- | ------- |
| 1967           | 44,9 %         | 32/78   |
| 1967           |                | 84/97   |
| 1977           | 61,93 %        | 70/100  |
| 1982 1         |                | 85/104  |
| 1986 1         |                | 105/127 |
| 1996           | 6,68 %         | 5/80    |
| 2002           | 21,41 %        | 27/124  |
| 2007           | 40,73 %        | 59/124  |
| 2012           | 53,67 %        | 69/124  |
| 2018           | 39,39 %        | 58/146  |
| 2023           | 40,00 %        | 54/146  |

### Präsident
| Präsidentschaftswahl | Kandidat           | Stimmen   | Stimmenanteil | Stimmen (Stichwahl) | Stimmenanteil (Stichwahl) |
| -------------------- | ------------------ | --------- | ------------- | ------------------- | ------------------------- |
| 1985 1               | Joseph Saidu Momoh | 2.780.495 | 99,85 %       |                     |                           |
| 1996                 | Edward Turay       |           | 5,14 %        |                     |                           |
| 2002                 | Ernest Bai Koroma  |           | 22,40 %       |                     |                           |
| 2007                 | Ernest Bai Koroma  | 815.523   | 44,34 %       | 950.407             | 54,6 %                    |
| 2012                 | Ernest Bai Koroma  |           | 58,7 %        |                     |                           |
| 2018                 | Samura Kamara      | 1.082.748 | 42,7 %        | 1.227.171           | 48,19 %                   |
| 2023                 | Samura Kamara      | 1.148.262 | 41,2 %        |                     |                           |